# Fratelli Dalton (Lucky Luke)
I fratelli Dalton sono un gruppo di personaggi immaginari del fumetto Lucky Luke, ideati originariamente da Morris nel 1954 e rinnovati da Goscinny nel 1957.

## Storia editoriale
Sono ispirati a un vero gruppo di fuorilegge, la Banda Dalton, attiva nel Far West fra il 1890 e il 1892. Il gruppo di personaggi esordì nel 1954 nel sesto albo a fumetti della serie Lucky Luke, Fuorilegge (Hors-la-loi) dove i quattro fratelli Bob, Grat, Bill ed Emmett seminano il terrore per il West scontrandosi più volte con il protagonista Lucky Luke che li sconfigge in una sparatoria a Coffeyville, dopo la quale verranno giustiziati. Visto che però i personaggi piacevano, l'autore Morris, insieme a Goscinny con il quale aveva iniziato a collaborare e che vedeva in loro l'ottimo potenziale comico, creò un secondo gruppo di personaggi identici, Joe, William, Jack e Averell Dalton, i loro fittizi cugini. Il nuovo quartetto esordì nel 1958 sul settimanale Spirou in una storia scritta da Goscinny e disegnata da Morris, I cugini Dalton (Les Cousins Dalton), dove i quattro criminali vorrebbero vendicare i loro cugini uccidendo Lucky Luke. Debuttarono tuttavia nel 1957 come comprimari nell'episodio Lucky Luke contro Joss Jamon (Lucky Luke contre Joss Jamon) in un'improbabile giuria, composta da banditi come Jesse James e allestita dal cattivo di turno per giudicare Lucky Luke. Da allora appariranno in numerosi altri albi, diventando gli avversari più ricorrenti della serie.

## Caratterizzazione
Esattamente come i loro cugini di Fuorilegge, Joe, William, Jack e Averell Dalton sono fra loro identici: magri, con capelli corti e neri, un mento prominente e un naso a patata, tranne per il fatto che ciascuno di loro è più alto del precedente, come una fila di canne di un organo. La differenza principale con i loro predecessori è che Joe, William, Jack e Averell hanno tratti e modi più comici (soprattutto Averell).
Anche altri membri della famiglia Dalton che compaiono occasionalmente (ad es. la loro madre, in Ma' Dalton, albo del 1971) hanno i medesimi tratti somatici.
In Jolly Jumper non parla più viene rivelato che, ironicamente, sono daltonici.

## Componenti
- Joe Dalton: è il più basso dei quattro ed il più grande in età, come viene più volte ripetuto, il più astuto e cattivo del gruppo, e quindi il capo indiscusso, nonché quello dei quattro sulla cui testa pende la taglia più elevata. Joe si presenta come genio criminale e abile pistolero, ma nei fatti è anche lui piuttosto maldestro, come i suoi fratelli. È estremamente collerico e perde continuamente le staffe, soprattutto nei confronti del fratello minore Averell benché in diversi casi ha dimostrato di volergli molto bene. Nutre un inguaribile odio verso la sua nemesi Lucky Luke (solo sentir pronunciare il suo nome basta a provocargli una crisi di nervi) e vorrebbe ucciderlo a tutti i costi. In prigione, al polso di Joe viene spesso incatenato Rantanplan, un tonto cane-poliziotto, che dovrebbe sorvegliare i Dalton e invece pensa sempre a mangiare e dormire e scambia gli scatti d'ira di Joe (che detesta anche Rantanplan e vorrebbe torcergli il collo) per manifestazioni di affetto.
- William e Jack Dalton: sono gemelli, William è nato poco prima di Jack, e sono i fratelli di mezzo, uno poco più alto dell'altro, entrambi più bassi di Averell e più alti di Joe. Nel loro debutto (I cugini Dalton), Jack è il più giovane ed alto mentre William è più anziano e basso, tuttavia, a metà della storia, le loro altezze ed età sono invertite. Questi errori sono spesso fatti in tutta la serie, ma canonicamente (e nella maggior parte delle volte) è William il più anziano e basso dei due gemelli nei fumetti, ma nel film Les Dalton, nel gioco Lucky Luke: La febbre del Far West e nella serie animata I Dalton (e i susseguenti doppiaggi e ridoppiaggi italiani con il medesimo cast) è il contrario. William e Jack sono caratterialmente uguali e svolgono lo stesso ruolo: frenare le crisi di nervi e l'impulso omicida del fratello Joe e zittire Averell quando dice qualche stupidaggine. Nella serie animata I Dalton, Jack è mostrato come il braccio del gruppo, mentre William è il più sveglio e acculturato (tratto che dimostra alcune volte nei fumetti).
- Averell Dalton: il più giovane del gruppo ed il più alto, nonché il più tonto, imbranato ed infantile e con una smodata passione per il cibo (di qualsiasi genere, alla bisogna addenta anche salviette, sapone e le mani degli incauti secondini che gli porgono il rancio). Non a caso, mentre le taglie che hanno sulla testa i suoi fratelli vanno nell'ordine delle migliaia, la sua solitamente si attesta a meno di dieci dollari. È spesso la causa dei fallimenti dei piani dei Dalton, e viene continuamente zittito dagli altri fratelli e malmenato, soprattutto da Joe, che ha però dimostrato qualche volta di tenere alla salute del fratellino.

### Parenti
- Fratelli/Banda Dalton: sono i veri e storici Dalton. I loro nomi sono Bob, Grat, Bill ed Emmet e sono i cugini di Joe, William, Jack e Averell, identici a loro nelle fattezze (con l'unica differenza nell'età: Emmet è il più alto e il più vecchio, Bob il più giovane e basso). Veri criminali e pericolosi assassini, muoiono alla fine dell'albo Fuorilegge. Come nella vita reale la loro morte avvenne all'apice della loro carriera da fuorilegge, esattamente il 5 ottobre 1892. In quel giorno la banda tentò di rapinare due banche della città di Coffeyville, Kansas, ma la popolazione li bloccò in una delle banche e ne scaturì un violento scontro a fuoco. Nell'albo, Bob doveva originariamente uscirne morto da questa vicenda per mano dello stesso Lucky, ma il finale venne poi censurato con una più comica cattura e un'esecuzione fuori-schermo (tuttavia, nell'albo Choco Boys, Lucky rivela che, canonicamente, ha ucciso Bob a sangue freddo e fu da lì che si ripromise di non uccidere più nessuno, troppo scioccato da tale immagine). Nel fumetto originale, tutti e quattro i Dalton sono giustiziati ma, in conformità con la realtà storica, la morte di Emmet subì un retcon ne Gli zietti Dalton, specificando che, come nella realtà, sopravvisse a 23 pallottole in corpo, venne quindi incarcerato e più tardi rilasciato, rifacendosi una vita più onesta.
  - Nell'albo Gli zietti Dalton è rivelato che Emmet ha avuto una breve relazione con una donna, per poi abbandonarla con la scusa di andare a comprare le cartucce. Dalla relazione nascerà un pargolo, Emmett Dalton Junior, di cui nel fumetto i fratelli Dalton dovranno occuparsi sotto richiesta della madre in quanto lei è occupata in una tournée in Francia con Buffalo Bill.
- Mamma Dalton o Ma' Dalton: è la madre dei fratelli Dalton. Di età avanzata e molto piccola (appena più alta di Joe, ma appena più bassa di William). Abita in una casetta con il gatto Sweetie. Il suo nome da nubile è Younger e ciò fa dei Dalton i cugini di Jesse James. Presta molte attenzioni verso Averell e sgrida spesso Joe, ma lo fa per il loro bene e formargli il carattere. In Jolly Jumper non parla più si sposa con Phil Defer, vecchia nemesi di Lucky Luke.
- Abigel Dalton: è lo zio paterno dei Dalton che non hanno mai conosciuto. Compare in un flashback nell'episodio "La mucca e i prigionieri" e oltre a rapinare banche, faceva anche il contadino e aveva una mucca di nome Margherita che, nello stesso episodio, viene ereditata dai Dalton.
- Bill Dalton: è il fratello maggiore di Ma' Dalton e dunque zio materno dei fratelli Dalton, appare per la prima volta nell'episodio speciale "Le vacanze dei Dalton" come antagonista principale dell'episodio. È stato 15 anni in una grotta per evitare di essere catturato dalla polizia per aver rubato una cassaforte a sua sorella, mamma Dalton; non avendo però la combinazione, non riuscì ad aprirla finendo per impazzire nella grotta a parlare con Domenica, il suo calzino. Alla fine verrà catturato da Peabody ma siccome nel seguito degli episodi non lo si vede nel penitenziario, probabilmente è stato trasferito in un altro carcere. Bill è una caricatura di Bill Dalton, membro fondatore della vera Banda Dalton che riuscì ad evadere dal carcere e fece perdere le sue tracce fino alla sua morte.
- Brigitta Dalton: e la zia dei Dalton. Viene menzionata nell'episodio "I Dalton oltre il muro". Non si sa se fosse la loro zia paterna o materna.
- Dick "Dickhead" Dalton: cugino da parte di zio Henry e fan di Joe. Per entrare nelle grazie e nella banda del cugino, incastra Lucky Luke accusandolo tramite dei poster da lui fatti di essere un ricercato, aizzandogli contro i suoi nemici, nella speranza che lo incarcerino con Joe dove potrà finalmente ucciderlo. Compare solo nella storia Wanted Lucky Luke.
- Henry Dalton: era un zio paterno dei Dalton, presumibilmente fratello o fratellastro del padre, dato che nel film Lucky Luke - La ballata dei Dalton Jack parla di lui esclamando "Come somiglia al caro paparino!": il suo aspetto è identico a quello dei nipoti ma coi capelli e baffi bianchi. Processato e condannato all'impiccagione, egli muore all'inizio di questo film, lasciando in eredità tutta la sua fortuna ai quattro nipoti a patto che loro in cambio uccidano coloro che l'hanno fatto finire in prigione, ovvero il giudice ed i membri della giuria. In caso contrario la somma sarebbe finita in beneficenza. I fratelli Dalton però falliranno, così il denaro finirà ad un orfanotrofio.
- Jason Dalton: uno zio paterno dei Dalton e fratello del padre è alto come Joe anche se Josline sostiene che Averell sia il suo ritratto sputato. È il padre della cugine Dalton.
- Jim Dalton: uno zio dei Dalton citato ne La guarigione dei Dalton. Fu impiccato e in suo onore la madre preparò un pranzo a base di maiale.
- Josline, Jackline, Willialine e Aba Dalton: sono rispettivamente Josline, Jackline, Willialine e Aba e provengono da Boston. Appaiono nell'episodio "Le cugine Dalton". Sono alte come i Dalton, ma di altezze e mentalità opposte. Sono andate al penitenziario per trovare i loro cugini, ma la loro vera intenzione è di usarli per firmare un contratto che gli dia l'eredità del loro zio moribondo. I loro nomi fanno riferimenti agli alias che i loro cugini utilizzano nell'episodio Horse-la-loi della serie animata.
- Marcel Dalton: pecora nera (o, nel suo caso, bianca) della famiglia apparso nell'omonimo albo. Fratello di Ma' Dalton, è diventato un banchiere svizzero e ha tentato di istruire i nipoti nell'arte del banchiere, fallendo.
- Nonno Osvaldo Dalton: è il nonno materno dei fratelli Dalton che, essendo morto, ha lasciato ai suoi nipoti la propria eredità, consistente in un tavolo. Compare nella puntata "Il testamento del nonno". Non appare visibilmente in prima persona, ma viene mostrato in alcuni vecchi ricordi insieme ai suoi nipoti, e successivamente come spirito invisibile quando Averell lo evoca toccando il tavolo lasciato in eredità. Si scopre che Averell è l'unico dei fratelli che viene aiutato a evadere dal nonno perché è stato da bambino l'unico a trattarlo bene, mentre gli altri tre gli facevano sempre i dispetti. In un altro episodio, "Il buon vecchio Joe", quest'ultimo utilizza un travestimento che fa ricordare agli altri fratelli il loro defunto nonno paterno.
- Pa' Dalton: il defunto padre dei fratelli Dalton, e marito di Mamma Dalton, morto il giorno che cambiò strumento di rapina: la dinamite. Nell'albo Gli zietti Dalton appare una sua foto in cui si rivela essere identico ai figli ma con i baffi più folti. Ma' paragona Joe a lui in Ma' Dalton.
- Pac Dalton: è uno zio dei Dalton. Viene menzionato da Averell nell'episodio "I Dalton oltre il muro". Secondo quanto detto da Averell, ricorda molto la mummia che quest'ultimo scopre all'interno di un tempio azteco. Non si sa se fosse il loro zio paterno o materno
- Piccola Luna, Vipera Sibilante, Talpa Chiaroveggente e Fiore delle Praterie: figlie del capo indiano Aquila Allegra della tribù dei Teste Piatte. Nell'albo La corda al collo, Ma' Dalton riesce a convincere il capo indiano a darle in sposa i suoi figli per salvarli dall'impiccagione seguendo una vecchia legge ancora in vigore. Le prime tre, figlie legittime di Aquila Allegra, sono brutte e dal pessimo carattere, mentre la figlia adottiva Fiore delle Praterie, similmente a Cenerentola, è bella e timida, schifata senza ragione dalle sorellastre. Alla fine dell'albo, nonostante si separino in pessimi accordi (eccetto Averell e Fiore delle Praterie), i Dalton rimangono sotto la protezione dei Teste Piatte e sono risparmiati dalla forca.

## Trasposizioni in altri media

### Cinema

#### Live action
- Les Dalton (2004) (inedito in Italia): gli attori che interpretano i Dalton sono: Éric Judor (nel ruolo di Joe), Saïd Serrari (nel ruolo di Jack), Romain Berger (nel ruolo di William) e Ramzy Bedia (nel ruolo di Averell).[4]
- Nel film Lucky Luke di James Huth del 2009, i Dalton vengono solo menzionati. Fu poi rivelato che la loro esclusione, per quanto abbia scaturito qualche critica, fu un'azione voluta onde evitare che "rubassero" la scena dai personaggi principali.

#### Animazione
- Lucky Luke (1971): la prima apparizione sullo schermo dei Dalton, fanno da antagonisti nella parte centrale del film, in cui tentano di impadronirsi dell'appena nata città di Daisy Town.
- Lucky Luke - La ballata dei Dalton (1978): i Dalton sono protagonisti in questo film, dove assumono Lucky Luke come testimone nella loro ricerca per stanare e uccidere la giuria che ha condannato a morte il loro zio, secondo le sue ultime volontà.
- La grande avventura dei Dalton (1983): In questo film i Dalton vengono messi alla prova con un test, ovvero che se riusciranno a non compiere atti ingiusti per un mese, non verranno arrestati, sotto l'occhio testimone di Lucky Luke.
- Lucky Luke e la più grande fuga dei Dalton (2007): i Dalton appaiono come antagonisti in questo film, nonostante l'albo originale a cui si ispira (La carovana) non vi figurano. Dopo un grande colpo a New York, i Dalton sono presi sotto la custodia di Lucky Luke mentre accompagna una carovana di pionieri Europei verso la California, nei cui carri i Dalton hanno nascosto il loro bottino che intendono recuperare prima di svignarsela.

### Televisione

#### Live action
- Lucky Luke (1991) e Lucky Luke (1992): gli attori che interpretano i Dalton sono: Ron Carey (nel ruolo di Joe), Dominic Barto (nel ruolo di William), Bo Greigh (nel ruolo di Jack) e Fritz Sperberg (nel ruolo di Averell).

#### Animazione
- Lucky Luke (1983) e Lucky Luke (1991): i Dalton compaiono solo negli episodi che si rifanno ai fumetti in cui apparivano, in cui sfoggiano una verve molto più comica, in tema con lo stile di Hanna-Barbera. Una importante differenza è che nella prima serie, nell'episodio ispirato a Fuorilegge, Joe e i suoi fratelli sostituiscono i loro cugini rendendolo così il loro prima incontro con Lucky, ma nella seconda serie, nell'episodio ispirato a I cugini Dalton, la loro motivazione (vendicare la morte dei loro cugini) rimane invariata.
- Le nuove avventure di Lucky Luke (2001): i Dalton appaiono in molti degli episodi, in cui sono alle prese con le loro solite marachelle: fuggire di prigione, rapinare banche e tentare di far fuori Lucky Luke.
- I Dalton (2010-2015): i Dalton sono protagonisti assoluti in questa serie animata, dove passano le loro giornate in un penitenziario di massima sicurezza e tentano sempre di evadere con risultati dolorosi e fallimentari. La serie ha uno stile comico che differisce molto da quelli pre-stabilito dai fumetti e le precedenti serie animate, focalizzandosi molto sullo slapstick. Durante tutto il cartone è presente il personaggio di Rantanplan e, a differenza delle altre serie animate, il personaggio di Lucky Luke è solo menzionato.

### Doppiaggio

#### Francese
Dal primo film all'ultimo sono stati cambiati molti doppiatori, ma gli ufficiali sono: Pierre Trabaud, Jacques Balutin, Gérard Hernandez e Pierre Tornade. Dal cast originale, oggi sono rimasti solo in due: Jacques Balutin e Gérard Hernandez mentre Pierre Trabaud scompare nel 26 febbraio 2005 e Pierre Tornade, il doppiatore di Obelix, scompare nel 7 marzo 2012.
| I fratelli Dalton | Lucky Luke (1971) | Lucky Luke - La ballata dei Dalton (1978) | Lucky Luke (1983-1984) | La grande avventura dei Dalton (1983) | Lucky Luke (1991-1992) | Le nuove avventure di Lucky Luke (2001-2003) | Lucky Luke e la più grande fuga dei Dalton (2007) | I Dalton (2010-2015) |
| ----------------- | ----------------- | ----------------------------------------- | ---------------------- | ------------------------------------- | ---------------------- | -------------------------------------------- | ------------------------------------------------- | -------------------- |
| Joe Dalton        | Pierre Trabaud    | Pierre Trabaud                            | Pierre Trabaud         | Pierre Trabaud                        | Patrice Baudrier       |                                              | Clovis Cornillac                                  | Christophe Lemoine   |
| William Dalton    | Jacques Balutin   | Jacques Balutin                           | Jacques Balutin        | Jacques Balutin                       | Michel Tugot-Doris     |                                              | Alexis Tomassian                                  | Julien Cafaro        |
| Jack Dalton       | Jacques Jouanneau | Gérard Hernandez                          | Gérard Hernandez       | Gérard Hernandez                      | Olivier Hémon          |                                              | Christophe Lemoine                                | Bruno Flender        |
| Averell Dalton    | Pierre Tornade    | Pierre Tornade                            | Pierre Tornade         | Pierre Tornade                        | Pierre Tornade         | Bernard Alane                                | Bernard Alane                                     | Bernard Alane        |

#### Italiano
I film e le serie animate sono nell'ordine di uscita in Italia.
| I fratelli Dalton | Lucky Luke primo doppiaggio (1973) | Lucky Luke - La ballata dei Dalton primo doppiaggio (1978) | Lucky Luke (1985) | Lucky Luke (1991-1992) | Le nuove avventure di Lucky Luke (2003) | I Dalton (2013-2015) | Lucky Luke e la più grande fuga dei Dalton (2014) | Lucky Luke secondo doppiaggio (2015) | Lucky Luke - La ballata dei Dalton secondo doppiaggio (2015) | La grande avventura dei Dalton (2015) |
| ----------------- | ---------------------------------- | ---------------------------------------------------------- | ----------------- | ---------------------- | --------------------------------------- | -------------------- | ------------------------------------------------- | ------------------------------------ | ------------------------------------------------------------ | ------------------------------------- |
| Joe Dalton        | Silvio Spaccesi                    | Gianni Giuliano                                            | Paolo Torrisi     | Paolo Torrisi          | Francesco Pannofino                     | Paolo Marchese       | Paolo Marchese                                    | Paolo Marchese                       | Paolo Marchese                                               | Paolo Marchese                        |
| William Dalton    |                                    | Saverio Moriones                                           | Roberto Colombo   | Roberto Colombo        | Enrico Di Troia                         | Antonio Palumbo      | Antonio Palumbo                                   | Enrico Di Troia                      | Antonio Palumbo                                              | Antonio Palumbo                       |
| Jack Dalton       | Luciano Melani                     | Carlo Valli                                                | Guido Rutta       | Guido Rutta            | Antonio Palumbo                         | Enrico Di Troia      | Enrico Di Troia                                   | Antonio Palumbo                      | Enrico Di Troia                                              | Enrico Di Troia                       |
| Averell Dalton    |                                    |                                                            | Augusto Di Bono   | Augusto Di Bono        | Simone Mori                             | Andrea Lavagnino     | Andrea Lavagnino                                  | Andrea Lavagnino                     | Andrea Lavagnino                                             | Andrea Lavagnino                      |